# Battaglia di Échaubrognes
La battaglia di Échaubrognes è stata una battaglia della quarta guerra di Vandea combattuta il 17 maggio 1815 a Saint-Pierre-des-Échaubrognes.

## La battaglia
Il 17 maggio 1815 un esercito di 2 000 insorti, comandato da Auguste de La Rochejaquelein e Simon Canuel, partì da Les Aubiers in direzione di Bressuire, ma a Maulévrier vennero a sapere che 1 200 soldati imperiali del 26º reggimento di fanteria si stava muovendo da Cholet verso Châtillon-sur-Sèvre. Gli ufficiali vandeani decisero di attaccarli e gli andarono incontro.
La battaglia si svolte nella città di Saint-Pierre-des-Échaubrognes dove l'esercito imperiale cadde in un'imboscata dei vandeani. Tuttavia i vandeani erano male equipaggiata e gli imperiali riuscirono a rifugiarsi a Châtillon-sur-Sèvre dove le truppe vandeane di Langrenière furono facilmente messe in fuga. Il colonnello Prévost, che comandava gli imperiali, fece riorganizzare le sue truppe e accortosi che i vandeani che li inseguivano non avevano più munizioni e un buon numero non aveva neanche un fucile, si lanciò al contrattacco che gli permise di potersi ritirare a Cholet.
Le perdite degli imperiali furono secondo Canuel di circa 30 morti ed altrettanti feriti, in compenso secondo il baron Saunier, ispettore generale della cavalleria imperiale, le perdite fu di 10 morti e una trentina tra feriti e prigionieri. Le perdite vandeane non sono conosciute con precisione ma furono inferiori a quelle degli imperiali.